# 渋谷武夫
渋谷 武夫（しぶや たけお、1941年5月6日 - ）は、日本の経営学者・会計学者。専修大学名誉教授、松蔭大学教授。
川崎市生まれ。1966年一橋大学経済学部卒、1980年早稲田大学大学院商学研究科博士課程満期退学。日本生命保険相互会社入社、72年退社。1980年富士短期大学専任講師、83年助教授、1985年専修大学商学部助教授。90年教授、2012年定年、名誉教授、松蔭大学教授。

## 著書
- 『中級簿記演習 日商簿記検定2級』税務研究会出版局 1993
- 『アメリカの経営管理分析』中央経済社 1994
- 『経営分析の考え方・すすめ方』中央経済社 1994
- 『上級簿記演習 日商簿記検定1級』税務研究会出版局 1994
- 『財務諸表分析入門の入門』税務研究会出版局 1999
- 『原価計算の考え方・すすめ方』中央経済社 2000
- 『アメリカの経営分析論 経営管理分析の研究』中央経済社 2005
- 『ベーシック経営分析』中央経済社 2008

### 共編著
- 『現代工業簿記』小川洌共著 税務経理協会 1984
- 『日商簿記検定1級上級簿記演習』塚田知信共著 税務研究会出版局 1997
- 『スタディガイド工業簿記』編著 中央経済社 2008
- 『ベーシック簿記教室』湯田雅夫共編著 中央経済社 2010
- 『勘定科目・仕訳事典』新田忠誓,横山和夫,菊谷正人,尾畑裕共編 中央経済社 2011
- 『スタディガイド原価計算』編著 中央経済社 2011

## 論文
- ＜渋谷武夫